# 高嘉朗
高嘉朗（1993年1月12日—），曾用名高家宁、高佳宁，艺名J.G，吉林白城人，中国大陆男歌手。

## 经历
2012年，以Cross Gene组合成员身份出道。次年退出组合。
2015年，参加浙江卫视音乐选秀节目《中国好声音》第四季。2016年开始创作音乐。2017年，参加江苏卫视音乐节目《不凡的改变》。2019年，参加腾讯视频偶像男团竞演养成类真人秀《创造营2019》。同年6月，发布首支原创单曲《Beginning》。12月，发行首张个人专辑《梦》。